# Nicholas Baker (sciatore)
Nicholas Baker (1984) è un ex sciatore alpino statunitense.

## Biografia
Attivo in gare FIS dal febbraio del 2000, in Nor-Am Cup Baker esordì il 15 novembre 2001 a Loveland in slalom speciale, senza completare la prova, ottenne l'unico podio il 14 dicembre 2003 a Lake Louise in discesa libera (2º) e prese per l'ultima volta il via il 27 novembre 2006 a Keystone in slalom gigante (54º). Si ritirò durante quella stessa stagione 2006-2007 e la sua ultima gara fu uno slalom gigante universitario disputato il 19 gennaio a Smugglers Notch, non completato da Baker; in carriera non debuttò in Coppa del Mondo né prese parte a rassegne olimpiche o iridate.

## Palmarès

### Nor-Am Cup
- Miglior piazzamento in classifica generale: 21º nel 2004
- 1 podio:
  - 1 secondo posto